# 8573 Ivanka
8573 Ivanka è un asteroide della fascia principale. Scoperto nel 1996, presenta un'orbita caratterizzata da un semiasse maggiore pari a 2,9791959 UA e da un'eccentricità di 0,1335822, inclinata di 13,54572° rispetto all'eclittica.